# Patricio Arabolaza
Patricio Arabolaza (né le 17 mars 1893 à Irun et mort le 12 mars 1935 dans la même ville) est un footballeur international espagnol. Il participe aux Jeux olympiques d'été de 1920, remportant la médaille d'argent avec l'Espagne.

## Biographie
Patricio Arabolaza reçoit quatre sélections en équipe d'Espagne entre 1920 et 1921.
Il participe aux Jeux olympiques d'été de 1920 organisés en Belgique. Lors du tournoi olympique, il joue quatre matchs : contre le Danemark, la Belgique, la Suède, et les Pays-Bas.

## Palmarès

### équipe d'Espagne
- Jeux olympiques de 1920 :
  -  Médaille d'argent.
  - Inscrit les premier but de l'histoire de la selection nationale

### Real Unión de Irún
- Coupe d'Espagne
  - Vainqueur : 1913 et 1918
  - Finaliste : 1922